# Environnement en Israël
L'environnement en Israël est l'environnement (ensemble des éléments - biotiques ou abiotiques - qui entourent un individu ou une espèce et dont certains contribuent directement à subvenir à ses besoins) d'Israël.

## La biodiversité en Israël

### Milieux

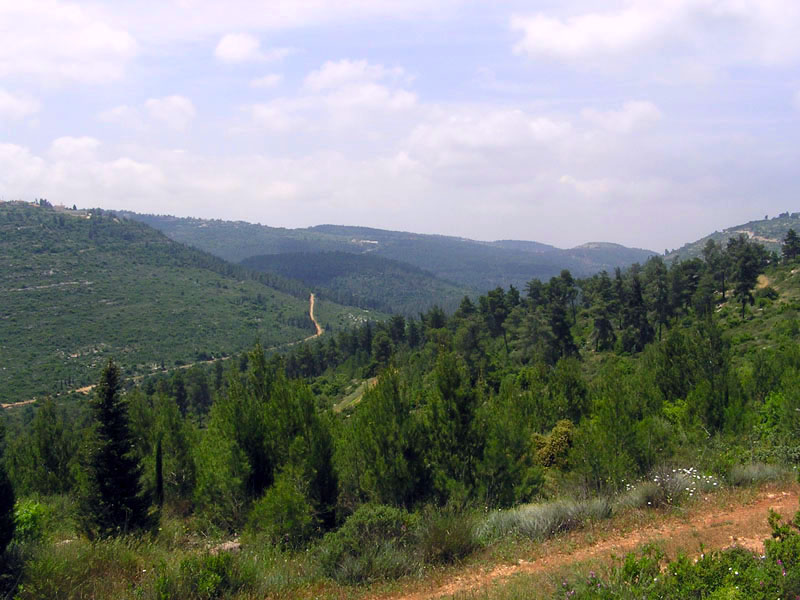
Les collines de Judée aux environs de Jérusalem.

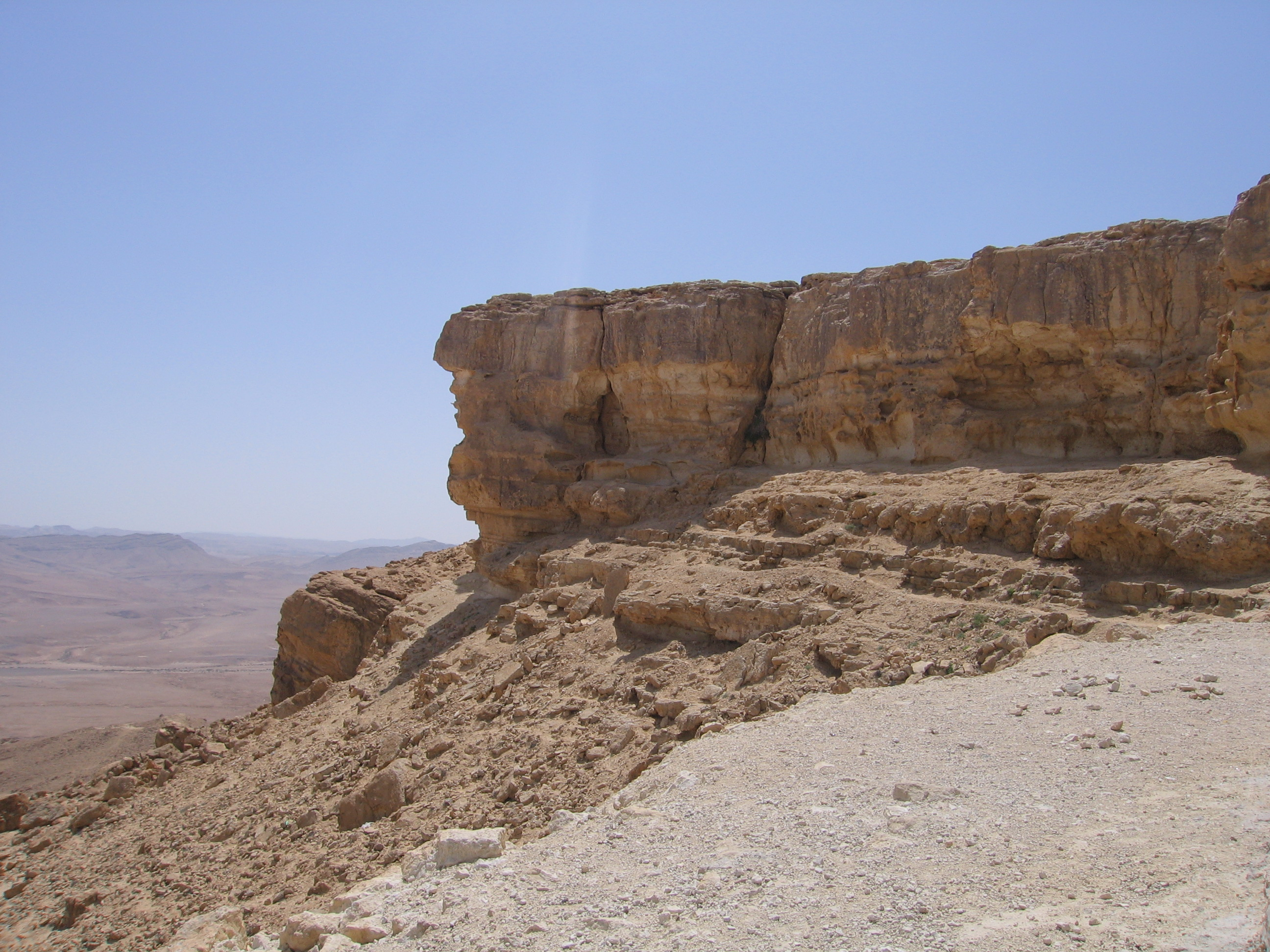
Le cratère Ramon dans le désert du Néguev.

Malgré l’exiguïté de son territoire, Israël se répartit en plusieurs régions naturelles se distinguant les unes des autres par la diversité de leurs milieux et de leurs paysages. Ces cinq zones géographiques sont déterminées par leurs assises géologiques qui donnent des reliefs étonnement multiples comme la basse plaine maritime en bordure de la mer Méditerranée, la haute montagne du plateau du Golan, les plateaux des hautes collines de la Judée et de moyennes montagnes de la Galilée avec leurs vallées plus ou moins encaissées, les vallées évasées et humides du Jourdain, du Yarkon, du Kishon ou sèches comme celle de la Arabah, les lacs intérieurs comme le lac de Tiberiade et la mer Morte, le massif aride et désertique du Néguev. Israël se découvre donc comme une mosaïque de paysages remarquablement diversifiés.
Depuis son indépendance, Israël a planté au total plus de 240 millions d’arbres et continue de planter quelque trois millions d'arbres par an ; ainsi, 4 % de sa surface est dorénavant boisée.
Disposant d'une superficie réduite, l'État d'Israël, pays semi-aride à aride, est parcouru par un réseau hydrographique peu dense, aux cours d'eau de modeste dimension et à faible débit.

### Faune et flore

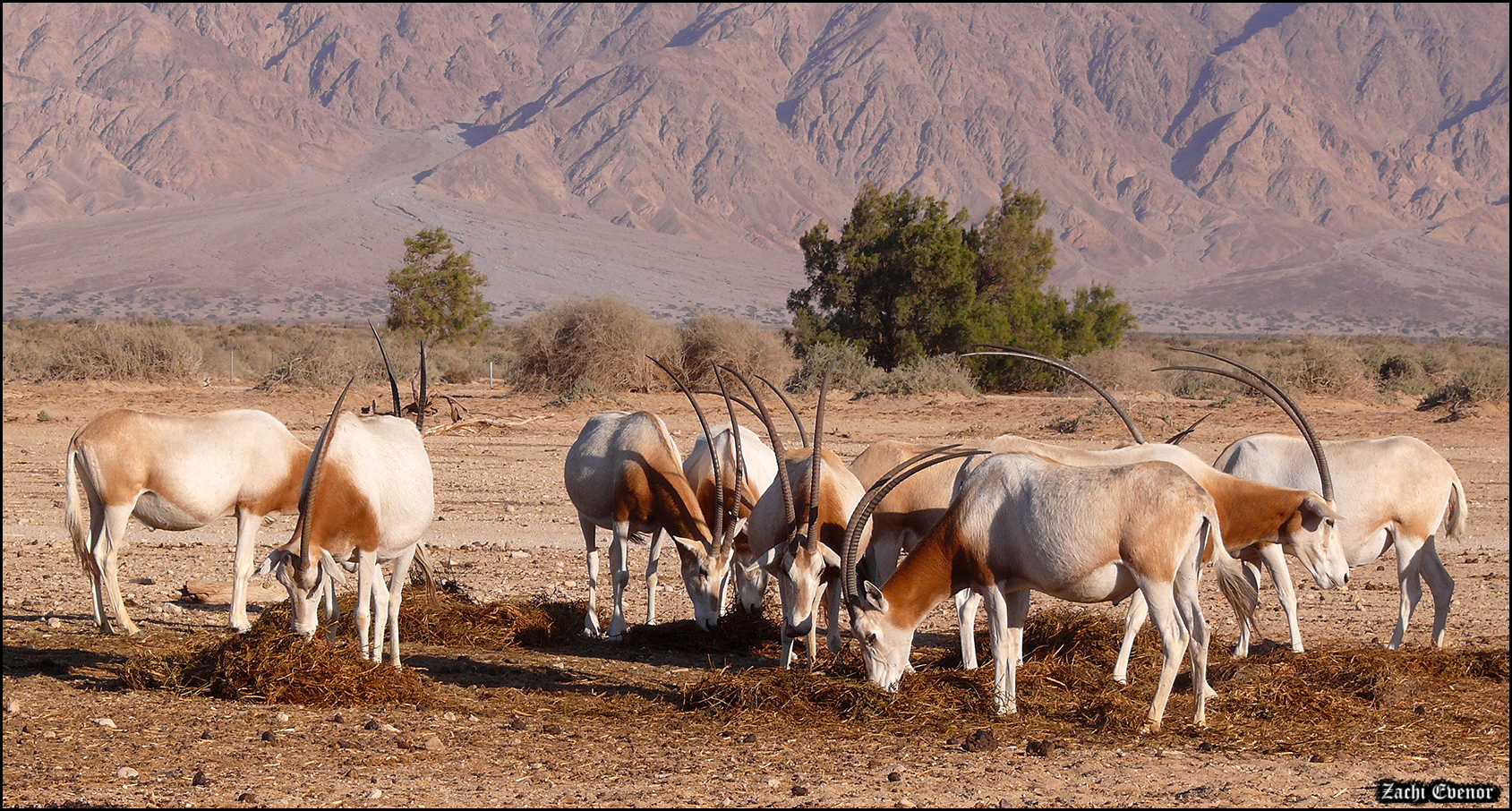
Oryx dans la réserve de Hai-Bar, Yotvata

Dans le golfe d'Aqaba, où le corail a souffert de la pression touristique le long du littoral israélien, des scientifiques réimplantent des coraux par bouturage selon une technique inédite

### Espaces protégés

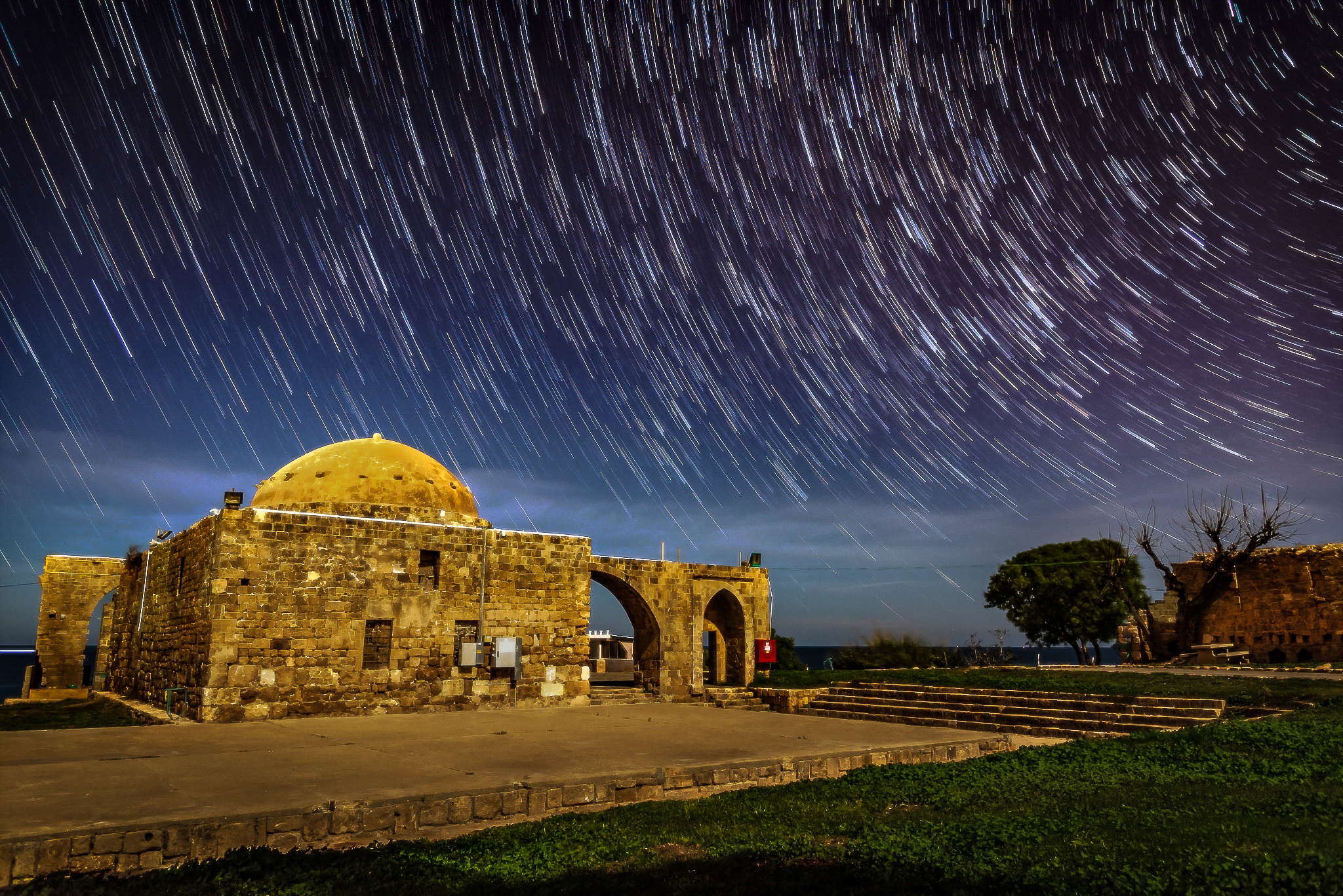
Dans le parc national d'Achziv, en Israël. Novembre 2018.

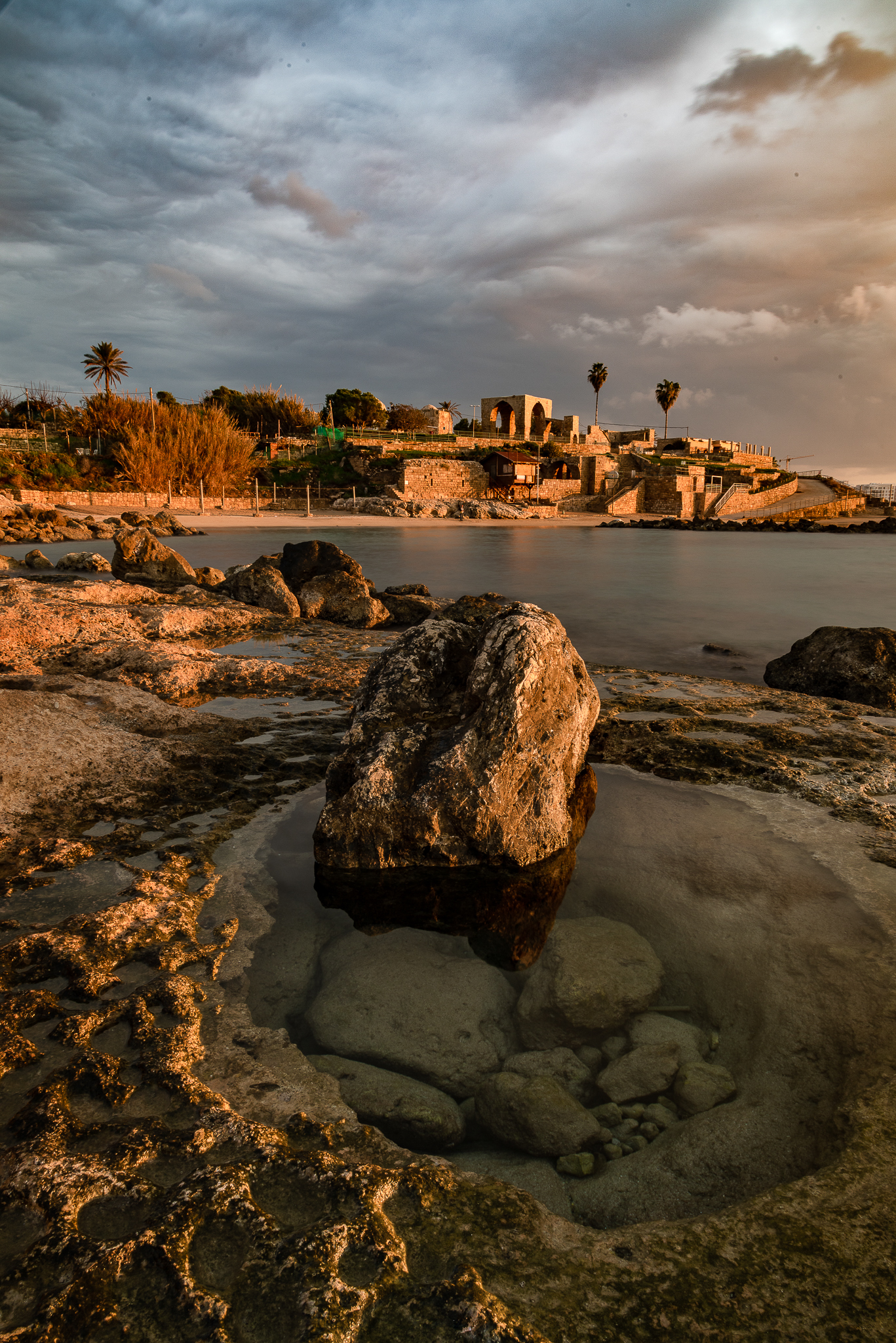
Dans le parc national d'Achziv, en Israël. Novembre 2018.

Israël compte 66 parcs nationaux et 190 réserves naturelles couvrant près d'un quart du territoire national en 2015. Ils se répartissent sur une multitude de milieux différents : montagne, désert, savane herbeuse, savane boisée, forêt, lac et cours d'eau ou zone corallienne en mer Rouge (golfe d'Aqaba). Dans ces réserves et selon les milieux, ont été réintroduites de nombreuses espèces disparues de la région ou en voie d'extinction : oryx, élans, addax, onagres, bouquetins ou autruches. On trouve un grand nombre de ces animaux, notamment dans la réserve de Hai Bar, fondée en 1968 dans le sud du pays, dont le but est de créer un environnement naturel protégé et contrôlé, permettant d'augmenter ces populations animales rares et les protéger jusqu'à leur retour à la nature.
Dans la vallée du Jourdain, les nouvelles réserves naturelles israéliennes (7 ont été annoncées en 2020) servent de « façade » à l’annexion.

## Impacts sur les milieux naturels

### Pression sur les sols et l'eau
La grande majorité des citoyens est directement raccordée au réseau national d'alimentation en eau. Environ la moitié de l’eau utilisée à des fins agricoles est de l’eau douce, ce qui contribue au niveau élevé de stress hydrique. 
Israël a su s'adapter au climat aride, à des ressources en eau limitées et à l’incertitude climatique. Il fait partie des pays de l’OCDE qui consomment le moins d’eau par habitant (138 m3 contre 691 m3 dans la zone OCDE en 2020). Il est aussi celui qui recourt le plus aux effluents aqueux recyclés à des fins agricoles : plus de 87 % des effluents d’eaux usées sont réutilisées dans l'agriculture.
Les cinq usines israéliennes de dessalement, qui utilisent les technologies modernes d’osmose inverse et de génie des procédés, sont parmi les plus performantes au monde et fournissent plus de 80 % de l’eau de distribution (c’est-à-dire l’eau non destinée à l’irrigation). Le dessalement a toutefois des effets néfastes sur l’environnement. 
Le niveau du Lac de Tibériade a considérablement baissé en raison d'une surexploitation de la ressource en eau, la sécheresse devenant critique à partir de 2013. L'agriculture et la dérivation des eaux sont les principales causes, plusieurs années de sécheresse ayant été un facteur aggravant. Pour Israël, ce réservoir de 160 km2 est vital. Il a longtemps été la principale source d'eau du pays. Il a du être réalimenté en eau de mer dessalée.
Plusieurs mesures ont été mises en place pour atténuer progressivement le phénomène de surexploitation des ressources en eau douce : Le réemploi à grande échelle des eaux usées, la désalinisation de l’eau de mer, une règlementation et des prix ajustés (schéma directeur national à long terme du secteur de l’eau défini en 2012 pour l’horizon 2050)...
Le total des précipitations annuelles pourrait baisser de 25 % d'ici la fin du XXIe siècle. Cela ralentira la recharge des aquifères souterrains et nuira aux écosystèmes d’eau douce ; le niveau du lac Kinneret baissera et son degré de salinité augmentera.

### Pollutions

#### La pollution de l'air
La pollution de l'air tue annuellement 2 500 Israéliens.

#### La pollution de l'eau
La pollution de la côte et des nappes phréatiques de Gaza a gravement empiré depuis que les stations d’épuration de l’enclave palestinienne sont à l’arrêt, faute d’électricité. Les 100 000 mètres cubes d’eaux usées rejetées quotidiennement dans la Méditerranée polluent aussi la côte israélienne.

#### La gestion des déchets
La région de Tel Aviv présente une moyenne de 21 kilogrammes de déchets plastiques par kilomètre de littoral, ce qui constitue la troisième densité de déchets la plus importante du littoral méditerranéen. La majorité du plastique présent dans la mer Méditerranée est la conséquence d’un mauvais traitement des déchets, y compris des détritus non collectés et des plastiques jetés dans des décharges illégales.

### Impacts de l'urbanisation
En octobre 2016, la population totale israélienne est estimée à 8 602 000 habitants. Selon les définitions appliquées, entre trois et cinq métropoles (notamment en raison du statut controversé de Jérusalem) étaient retenues en 2009, 71 villes de plus de 20 000 habitants ainsi que des centaines de villages dont certains désertés et d'autres en construction.
La densité israélienne, élevée, était de 386 hab./km2 en juin 2016, la classant au 34e rang mondial.

#### Aires urbaines
En 2004, l'Office israélien de la Statistique définit trois aires urbaines :
- Tel Aviv (2 933 300 habitants)
- Haïfa (980 600 habitants)
- Beer-Sheva (511 700 habitants)
- La population de la ville de Jérusalem est de 693 200 habitants. L'aire urbaine est plus importante, mais ses limites qui s'étendent en territoire cisjordanien sont sources de controverses tant du côté israélien que du côté palestinien.

#### Villes
La forte concentration démographique dans la région métropolitaine de Tel-Aviv et la volonté de peupler les espaces périphériques dans un contexte de conflits armés avec les pays voisins ont inspiré au gouvernement israélien la politique dite de "dispersion de la population". En pratique les nouveaux arrivants dans les années 1950-1960, pour beaucoup des juifs orientaux ou séfarades, ont été envoyés loin du centre dans des villes de développement.

## L'exposition aux risques
- Des tempêtes de sable se produisent au printemps depuis les régions orientales vers le littoral.
- Des épisodes de sécheresse, des crues éclair et des séismes frappent périodiquement le pays.

### Le risque sismique
Le risque sismique est élevé dans toute la région, Israël, Jérusalem, et les Territoires palestiniens étant situés sur une ligne de fracture géologique majeure.

### Incendies
Les incendie du Carmel de 2010 ont détruit 2 500 hectares de forêt et provoqué la mort de 44 personnes. En 2025, les plus importants incendies de l'histoire du pays détruisent 13 000 hectares de forêt. 

### Réchauffement climatique et recul du trait de côte
Israël est très vulnérable aux effets du changement climatique. 
Depuis quelques années, les phénomènes météorologiques extrêmes sont plus fréquents et durent plus longtemps, notamment les années excessivement humides ou sèches. Dans un scénario d’émissions de Gaz à effet de serre élevées, la hausse de la température moyenne annuelle pourrait atteindre 4.4 °C d’ici à la fin du siècle et les jours de chaleur constituer 60 % de l’année. Dans l’intervalle, le total des précipitations annuelles pourrait baisser de 25 % et varier grandement d'une année sur l’autre, en fonction des conditions de sécheresse (OMS et CCNUCC, 2022).
Le niveau de la mer Méditerranée, qui borde l’État hébreu, devrait par ailleurs croître d’un mètre d’ici à 2050. La montée des eaux et la multiplication de tempêtes extrêmes auront des répercussions sur les falaises, les usines de dessalement, les centrales électriques, les ports et les installations militaires, et conduira à la disparition d’une grande partie du littoral.

## Politique environnementale en Israël

### Accords internationaux
- Israël a signé nombre de conventions de protection de la biodiversité, de lutte contre le changement climatiques, de lutte contre les déchets dangereux, la Convention des Nations unies sur la lutte contre la désertification, la Convention sur le commerce international des espèces de faune et de flore sauvages menacées d'extinction, le Protocole de Montréal sur la protection de la couche d'ozone, la Convention de Ramsar sur la conservation et l'utilisation durable des zones humides ...
- Israël a signé le Protocole de Kyoto ainsi que le Traité d'interdiction complète des essais nucléaires mais ne les a pas ratifiés.

### Évaluation environnementale globale
Le gouvernement de Benyamin Netanyahou est très critiqué par les associations israéliennes de protection de l'environnement, qui pointent l'absence de politique de lutte contre le réchauffement climatique.
L'opposition politique a critiqué, dans le contexte des incendies de 2025 (les plus importants de l'histoire d’Israël), la réduction des financements accordé à l'Autorité des incendies et le manque de pompiers. En 2017, un rapport parlementaire notait qu'Israël avait besoin de deux fois plus de pompiers qu'il n'en possède pour faire face aux situations d'urgence.